# 塩田町 (佐賀県)
塩田町（しおたちょう）は、佐賀県の南西にあった町。藤津郡に属していた。数々の寺社や歴史的建造物で知られる。
隣接する嬉野町と2006年1月1日に新設合併して市制施行し、嬉野市となり廃止した。もとの塩田町役場が嬉野市役所となった。

## 地理
佐賀県の南西部、有明海に近い位置の内陸部に位置する。3方を囲む山の影響により盆地に近い地形で、気温差が大きい気候である。
- 山: 唐泉山、杵島山
- 河川: 塩田川

### 隣接していた自治体
- 鹿島市
- 武雄市
- 藤津郡嬉野町
- 杵島郡白石町

## 歴史

### 近現代
- 1889年4月1日 - 町村制度施行により、現在の町域にあたる藤津郡塩田村・久間村・五町田村が発足。
- 1918年10月5日 - 塩田村が町制施行。塩田町となる。
- 1956年9月1日 - 久間村および五町田村と合併、改めて塩田町が発足。
- 2006年1月1日 - 嬉野町と新設合併し、市制施行して嬉野市となる。

## 行政

### 町長
- 前田政八
- 杉光克己

## 経済

### 産業
- 主な農産品：米・麦・いちご・きゅうり・小ねぎ・ニガウリ・インゲン・花苗・茶など

## 地域

### 健康
- 総人口に占める65歳以上の割合:23.6%

### 教育

#### 高等学校
- 佐賀県立塩田工業高等学校

#### 小・中学校
- 塩田町立塩田中学校
- 塩田町立五町田小学校
- 塩田町立塩田小学校
- 塩田町立久間小学校
- 塩田町嬉野町組合立大草野小学校

## 交通
- 最寄り空港は佐賀空港または長崎空港。
- 最寄り鉄道駅は鹿島市のJR長崎本線肥前鹿島駅。

### 道路
- 高速道路
  - 町内にあるインターチェンジ：長崎自動車道が町内を通っていたが、利用者用施設は特にない。（最寄りインターチェンジは長崎自動車道嬉野インターチェンジ）
- 一般国道
  - 町内を走る一般国道：国道498号
- 県道
  - 町内を走る県道：佐賀県道28号嬉野塩田線・佐賀県道41号鹿島嬉野線

## 名所・旧跡・観光スポット・祭事・催事
- お山さん祭り日（4月5日）
- 丹生神社例祭（塩田くんち）（11月2日、3日）
- 八幡宮例祭（11月3日）
- 八天神社例大祭（12月二番目の未の日）
- 丹生神社
- 「綾竹踊り」
- 唐泉山
- 志田焼の里博物館
- 塩田町図書館
- 和泉式部公園
- 中央公園
- いかだの里公園
- 北部公園
- 塩田津（重要伝統的建造物群保存地区）

## 著名な出身者
- 一ノ瀬ワタル(俳優)※福岡県久留米市生まれ。
- 金原亭駒三(落語家)

## 関連文献
- 五町田尋常高等小学校『五町田村誌 : 自治制五十周年記念』五町田村、1938年。NDLJP:1239512。